# Limited liability company
Una limited liability company (LLC) è una forma societaria specifica degli Stati Uniti, circa equivalente alla società a responsabilità limitata.

## Descrizione
Nel diritto societario vigente negli Stati Uniti, una Limited liability company, nota con l'acronimo LLC, è una società a responsabilità limitata, ma con alcune caratteristiche: responsabilità limitata per proprietari e gestione centralizzata. È un'entità fiscale di tipo pass-through di una società di persone o di una ditta individuale: i profitti e le perdite dell'azienda passano ai suoi proprietari, che li segnalano sulle loro dichiarazioni dei redditi personali proprio come avviene nel caso di società di persone o una ditta individuale. Infatti, così come avviene ad esempio nelle Incorporation, società per azioni di tipo S,  solo i redditi dei soci sono colpiti dalle tasse federali.
Una LLC non è una società in sé, ma un'entità legalmente riconosciuta che fornisce una responsabilità limitata ai suoi proprietari in molte giurisdizioni. La formazione e la gestione di una LLC sono meno complesse e richiedono meno documentazioni di una società per azioni. Dal punto di vista organizzativo, i proprietari delle LLC sono in realtà soci (members), i quali condividono i profitti come preferiscono. I soci sono equiparati ai lavoratori autonomi e tassati come tali. Quando un socio della LLC lascia, l'azienda viene sciolta e gli altri soci decidono se vogliono iniziare una nuova attività.     Una LLC può essere costituita anche secondo la legge statale, mediante domanda al segretario di stato e deposito dell'atto costitutivo. Le LLC devono anche indicare nel loro nome che sono LLC o società a responsabilità limitata.
Come gli azionisti di una società, tutti i soci delle LLC sono protetti dalla responsabilità personale per debiti commerciali e reclami. Ciò significa che se l'azienda non può pagare un creditore, questi non può riscuotere il credito maturato direttamente da un socio della LLC, e neppure pignorarne i beni personali. Poiché solo le attività delle LLC vengono utilizzate per estinguere i debiti commerciali, i soci rischiano di perdere soltanto i soldi che hanno investito. Tuttavia, per la responsabilità limitata di un socio possono esserci delle eccezioni in determinati casi:
- garantisce personalmente un prestito bancario o un debito aziendale su cui il LLC è inadempiente;
- non paga le tasse trattenute dagli stipendi dei dipendenti;
- agisce in maniera fraudolenta, illegale o spericolata causando danni alla compagnia o a qualcun altro;
- considera la LLC come un'estensione dei suoi affari personali, piuttosto che come un'entità legale separata.[2]

La mancata separazione tra gli affari personali di un socio e le attività dell'azienda, comporta problemi di natura penale.
In alcuni stati degli Stati Uniti (ad esempio, il Texas), le aziende che forniscono servizi professionali che richiedono una licenza professionale statale, come servizi legali o medici, non possono essere autorizzati a formare una LLC, ma potrebbe essere richiesto di formare un'entità simile chiamata Professional Limited liability company (PLLC), ovvero una società a responsabilità limitata professionale.